# Slamarke divojke
Slamarke divojke je dokumentarni film hrvatskog redatelja Ive Škrabala (rodom iz Sombora) i direktora fotografije Nikole Tanhofera iz 1970. godine. Ovdje je dokumentarnost ostavljena samim umjetnicama, što je dalo na autentičnosti okružja. Film je u boji.
Film govori o bačkim Hrvaticama, naivnim umjetnicama u tehnici slame. 
Prikazan je na filmskom Festivalu jugoslavenskog dokumentarnog i kratkometražnog filma u Beogradu 1970. i iste godine u Zagrebu više puta u emisijama TV Zagreb. 1971. godine je prikazan u Tavankutu, kad se je obilježavalo 25. obljetnicu rada i postojanja HKPD Matija Gubec. U prigodnim programima prikazan i u Subotici, Zagrebu i drugim mjestima. Nakon što je titlovan na engleskom, film je prikazan i u Londonu na festivalu dokumentarnih filmova.
Umjetnice slamarke govore u filmu na svom narječju, štokavskoj ikavici bunjevačkih Hrvata. Predstavljajući se kao dio zajednice Hrvata (1:44, "mi smo Bunjevke Hrvatice"), govore o sebi, svom umjetničkom radu slamom i svom životnom izboru. Govori Marga Stipić (iz Tavankuta), predstavivši sebe, a zatim Ružu Dulić (iz Tavankuta), Mariju Ivković Ivandekić (iz Đurđina), Katu Rogić (iz Đurđina), Anicu Balažević, Tezu Vilov (iz Bikova) i Rušku Poljaković (iz Đurđina). Film prikazuje kako izrađuju svoje umjetnine.
Kao pozadinska glazba u uvodu i odjavi je skladba Kolo igra koju izvodi Nestor Gabrić, a tijekom filma svira narodna glazba bunjevačkih Hrvata i drugo.